# Emmanuel Tetteh
Emmanuel Tetteh (ur. 25 grudnia 1974 w Akrze) – ghański piłkarz występujący na pozycji napastnika. Brat Josepha Annora Aziza. W Polsce znany z występów w Polonii Warszawa i Lechii/Olimpii Gdańsk.